# Kriegsende in Südmecklenburg (1945)

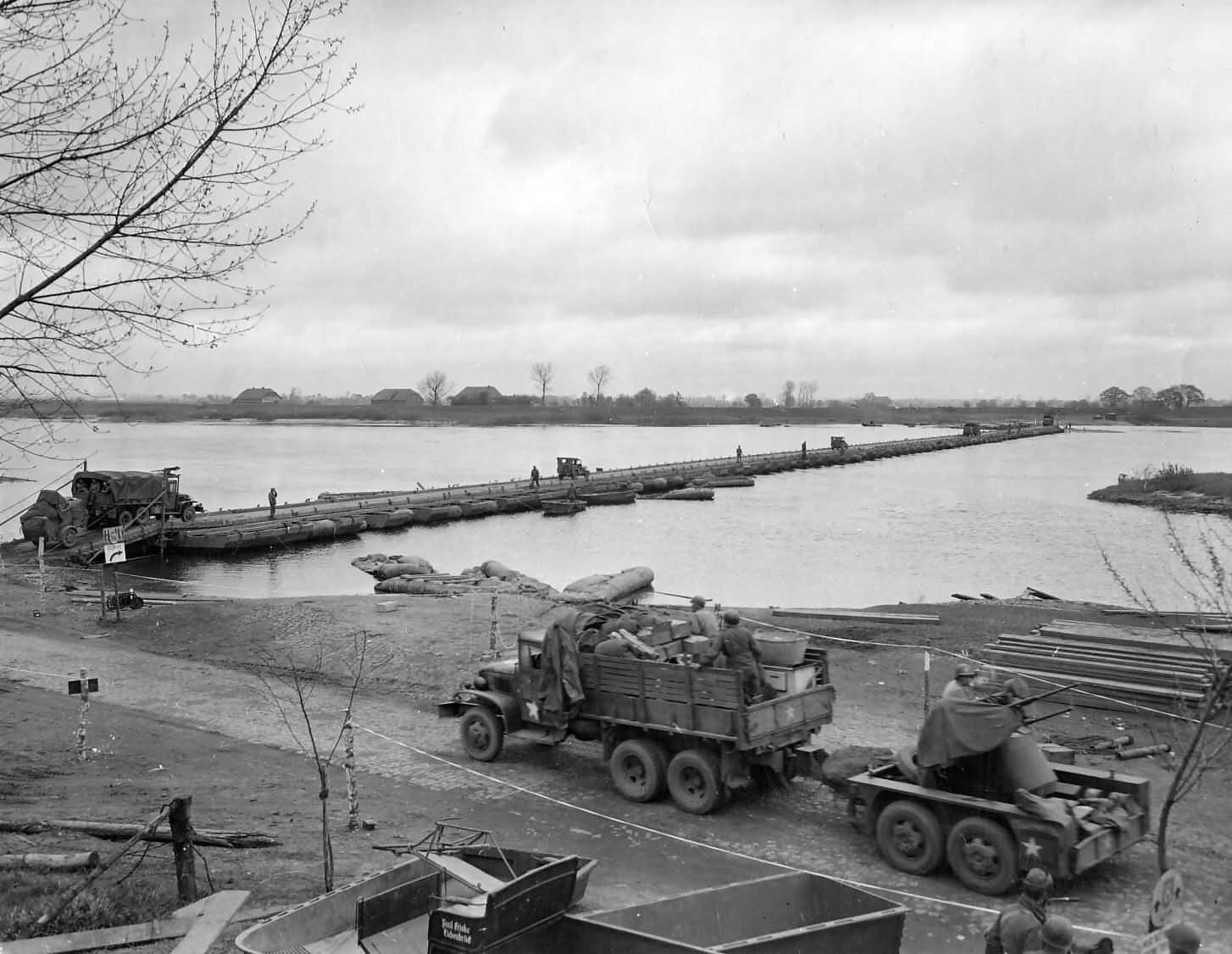
Pontonbrücke der US Army bei Bleckede (1945)

Das Kriegsende in Südmecklenburg begann 1945 im Westen mit der Elbüberquerung der United States Army, im Osten mit dem Vormarsch der Roten Armee auf das Gebiet des heutigen Landkreises Ludwigslust-Parchim. Dazwischen lagen auf engstem Raum – zwischen dem Plauer See und Parchim – Verbände von Heer und Waffen-SS. Ein US-Trupp erreichte Lübz und gelangte mit zwei Soldaten der Wehrmacht zu sowjetischen Einheiten in Reppentin. Reader’s Digest hielt das Unternehmen für eines der herausragendsten Ereignisse des Krieges (Original:„one of the most fantastic episodes of the whole war“).

## Lage
Die Konferenz von Jalta hatte in Westmecklenburg eine Demarkationslinie gezogen, welche die United States Army und die Rote Armee auseinanderhalten sollte. Sie verlief von Dömitz am Ostufer der Elde entlang, an Techentin vorbei, über die Reichsstraße 191, Grabow (Elde) und Groß Laasch, den Lewitz-Kanal, durch den Schweriner See und den Wallensteingraben bis zur Ostgrenze von Wismar. Auf querenden Straßen wurden Schlagbäume beider Seiten in mehreren hundert Metern Abstand errichtet. Für die Unterbringung des Wachkommandanten war die Nähe eines Chausseehauses wichtig.

### US-Truppen auf der Westseite

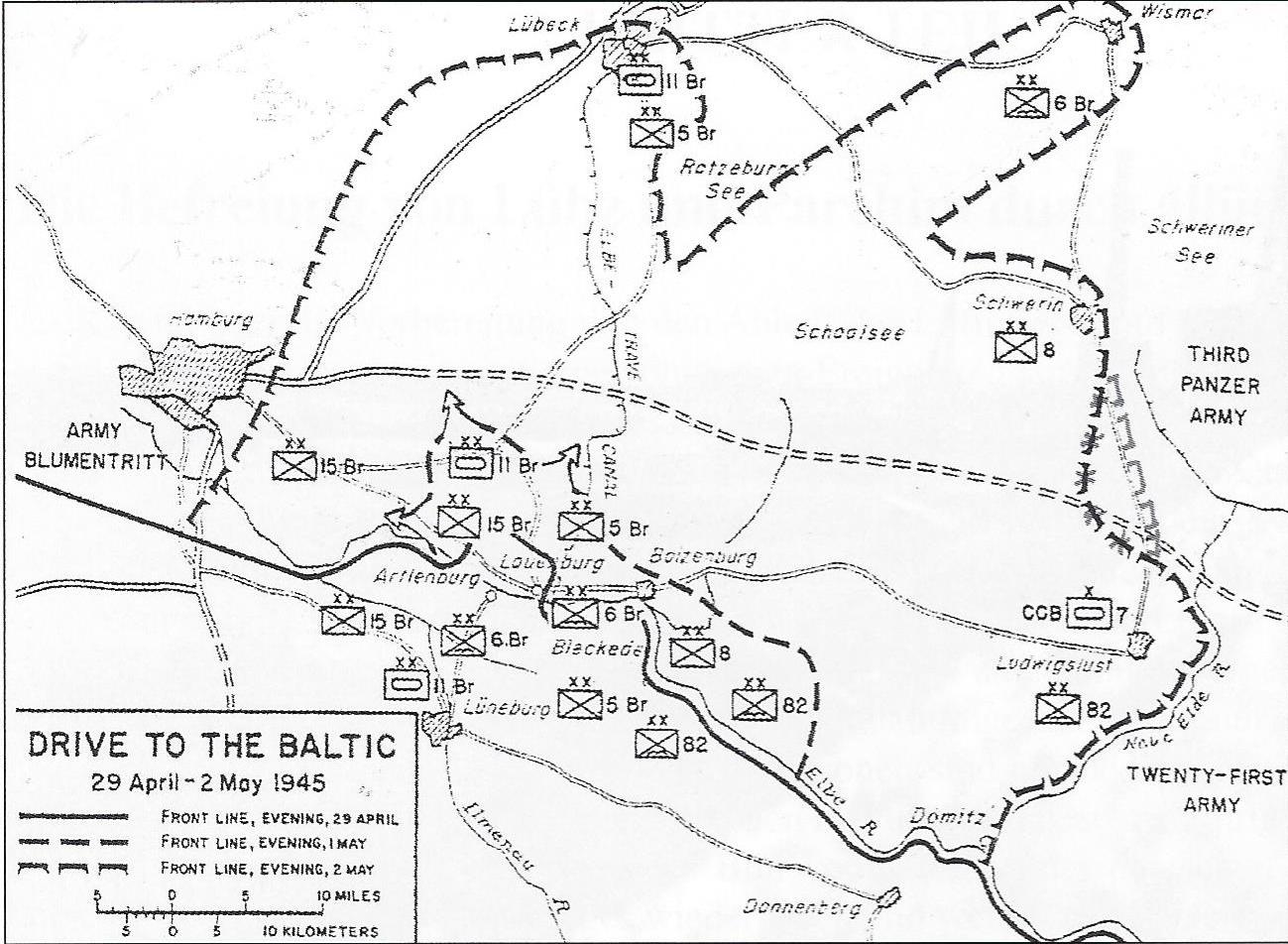
Vorstoß der Westalliierten nach Mecklenburg

In der Nacht vom 30. April zum 1. Mai 1945 überquerten Truppenteile der von General Simpson geführten 9. US-Armee die Elbe. Über Pontonbrücken bei Bleckede gelangten die 7th Armored Division, die 8th Infantry Division und die 82nd Airborne Division nach Mecklenburg. Auf dem Vormarsch in Richtung Ludwigslust mussten ihre Spitzen sich den Weg durch entgegenkommende kampfunfähige Wehrmachtteile bahnen. Die Stäbe der drei amerikanischen Divisionen schlugen ihr Hauptquartier im Schloss Ludwigslust auf. „Ludwigslust war am 1. Mai bereits eine siedende Masse gefangener Deutscher in Uniform.“ Da die Amerikaner Ludwigslust vor den Sowjets am 2. Mai erreichten, konnten sie die Straße von Ludwigslust nach Dömitz (R 191) vollständig für sich beanspruchen. Amerikaner und Sowjets verschoben die Demarkationslinie zwischen dem 4. und 8. Mai nur geringfügig. Dolmetscher war Leonard Linton, der Englisch, Russisch, Französisch und Deutsch sprach.

### Rote Armee auf der Ostseite

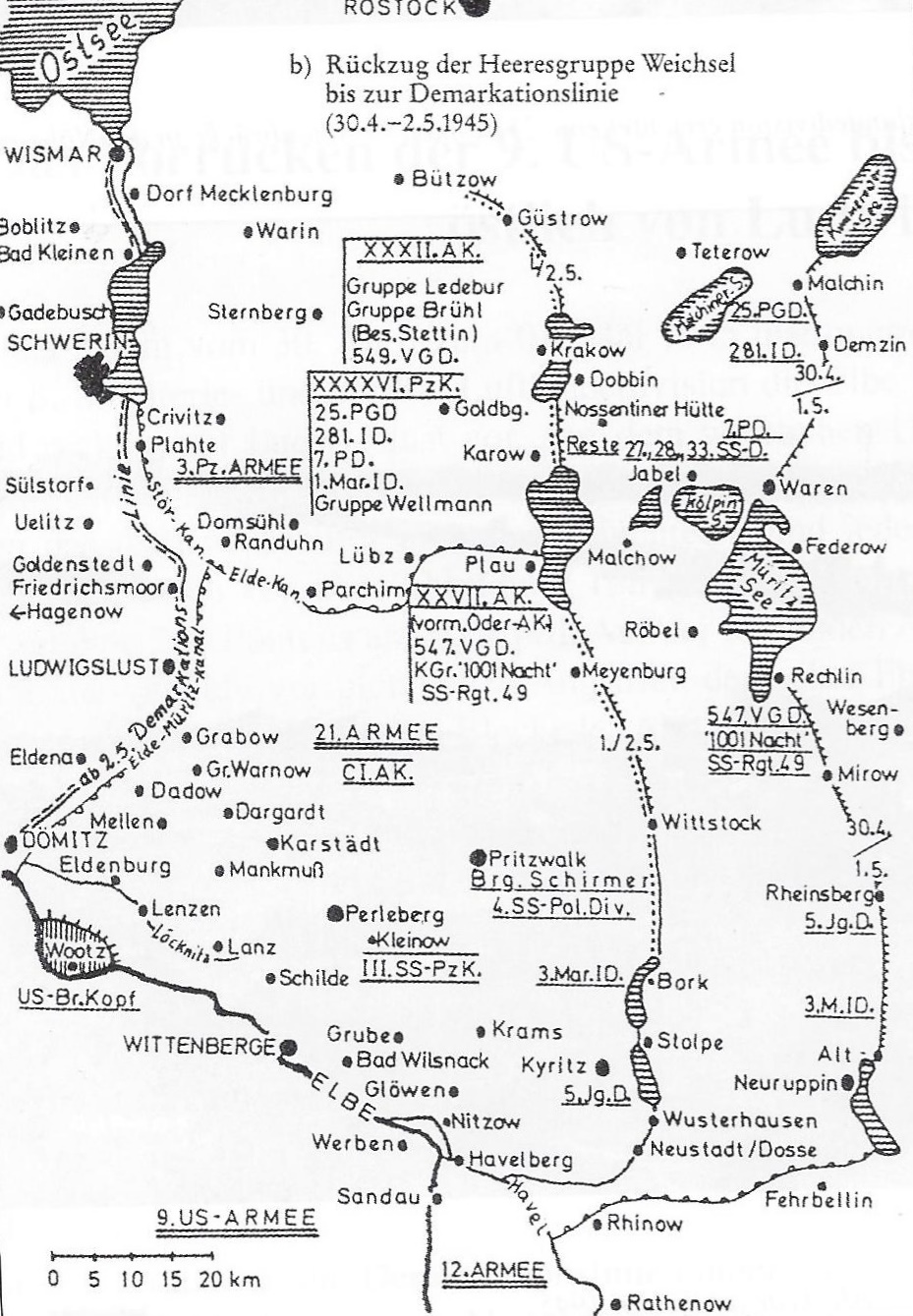
Rückzug der Heeresgruppe Weichsel; links die Demarkationslinie

Nachdem die Reichshauptstadt in der Schlacht um Berlin eingeschlossen worden war, rückten die Verbände der 1. Weißrussischen Front und der 2. Weißrussischen Front täglich weiter nach Westen vor. Mit ihr wanderte das Oberkommando der Wehrmacht (OKW) von Zossen nach Nordwesten. Ende April 1945 lagen östlich der Demarkationslinie noch keine sowjetischen Verbände, sondern (in gleicher Größenordnung) Einheiten der Wehrmacht und der SS. Nach der Eroberung von Schwedt/Oder durch die Rote Armee am 26. April 1945 führten fast alle Kampf- und Rückzugswege der deutschen Truppen mit ihren Stäben und Kommandeuren von Schwedt über Mirow, Plau und Lübz nach Parchim; oft zogen sie weiter nach Ludwigslust, Grabow und Schwerin. Die letzten 300 bis 400 Verteidiger Schwedts waren am 24. April auf Fahrrädern nach Parchim geflohen. Der Schwedter Volkssturm hielt bis Parchim zusammen und löste sich dort auf.

### Menschenströme

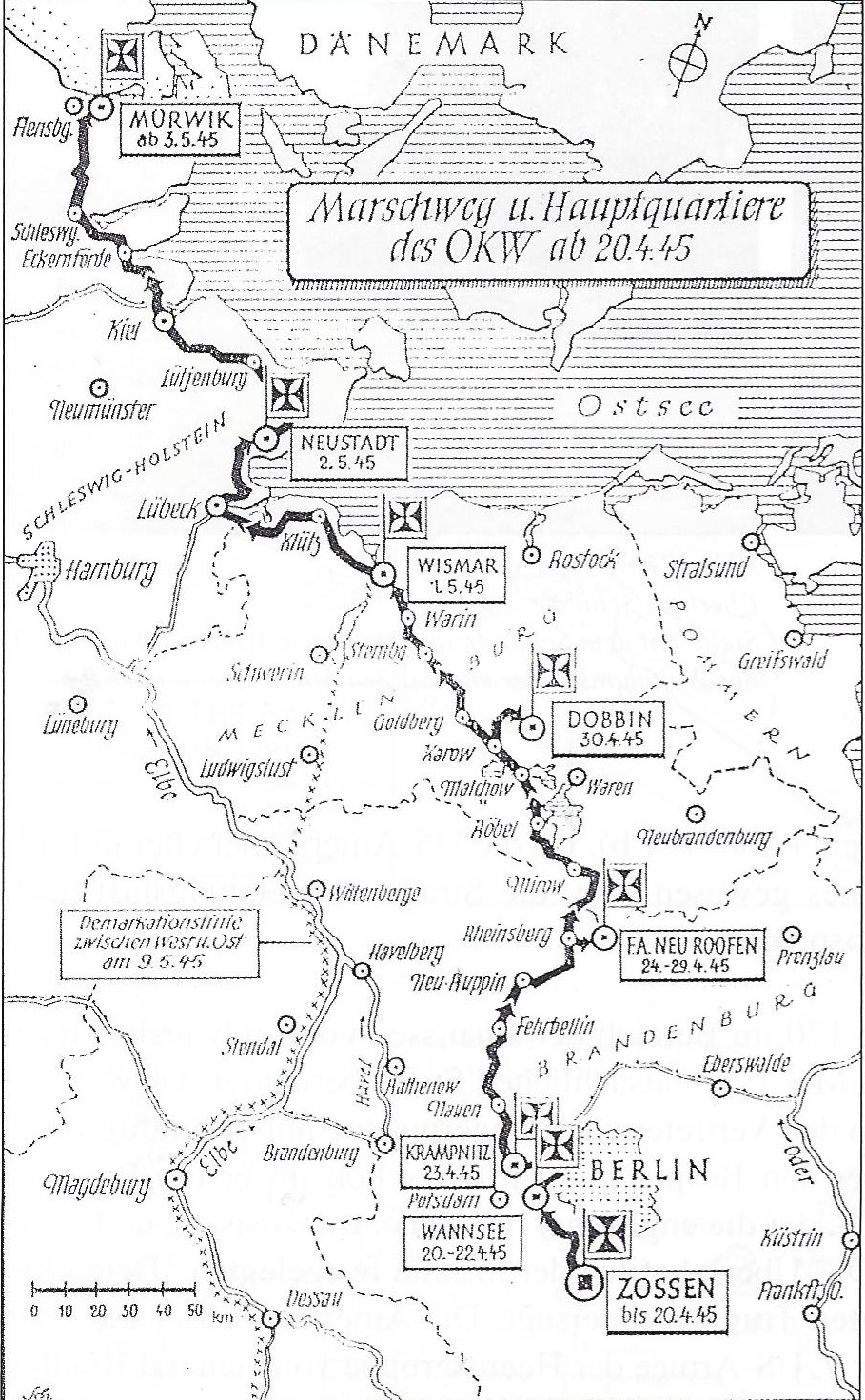
Schrittweiser Rückzug des OKW Richtung Norden und letztlich nach Mürwik (1945)

Kurt von Tippelskirch, stellvertretender Oberkommandierender der Heeresgruppe Weichsel, hatte ab dem 29. April 1945 so gut wie keinen Kontakt mehr zu seinen Armeen. Am 1. Mai vergrößerte die Nachricht von Hitlers Selbstmord das Durcheinander. Nachdem v. Tippelskirch am 2. Mai in Ludwigslust vor den Amerikanern kapituliert hatte, suchte er gegen den Strom von Flüchtlingen und Soldaten einen Weg von Schwerin zum Stab von Teilen der 21. Armee in Alt Damerow. Am selben Tag erreichten die Amerikaner die Demarkationslinie. Jeder Kontrollpunkt wurde von einer Infanteriekompanie bewacht. Die deutschen Soldaten wurden entwaffnet und in ein provisorisch eingerichtetes Gefangenenlager auf freiem Feld westlich von Ludwigslust geführt. Die Amerikaner wussten nicht, dass 360.000 deutsche Soldaten die Reichsstraße 106 erreichen und sich ihnen ergeben wollten. Auf manchen Straßen zogen deutsche Soldaten, Trecks, KZ-Häftlinge und Kriegsgefangene in drei Marschsäulen – in der Hoffnung, dass Tiefflieger solche Menschenströme nicht beschießen würden. Chaotische Zustände herrschten auf der R 191 zwischen Plau am See und Ludwigslust. Sie war der Hauptweg für den Rückzug der 21. Armee. Vom 23. April bis zum 3. Mai 1945 zogen täglich 100.000, insgesamt 1 Million Menschen durch das Gebiet des heutigen Landkreises Parchim. Auf der Reichsstraße 321 sowie auf den Landstraßen bei Matzlow, Parchim, Spornitz und Brenz (Mecklenburg) konnte man bei Stillstand mit Pferdegespannen und Motorfahrzeugen nicht ausweichen; denn die Straßengräben waren voll von weggeworfenen Waffen und Munition, zurückgelassener Militärtechnik und erschossenen Pferden. Die Eldebrücke in Neuburg wurde noch am 3. Mai – am Tag der Siegesfeier in Lübz – von der SS gesprengt.

## Kontaktaufnahme mit den sowjetischen Streitkräften
Der Kommandeur des 87. Aufklärungsbataillons der 7th Armored Division beauftragte den Oberleutnant William A. Knowlton als Führer einer Aufklärungskompanie, die sowjetischen Einheiten zu suchen:

„Knowlton, Ludwigslust ist der Punkt, bis zu dem wir gehen dürfen. Unsere Einheiten sind in Nord-Süd-Richtung außerhalb der Stadt aufgestellt. Nehmen Sie Ihre Einheit und suchen Sie die Russen, sie sind irgendwo östlich – nach Gerüchten so etwa 50 bis 100 Meilen östlich von hier. Holen Sie ein paar von ihnen und bringen Sie sie hierher. Wir müssen bestimmte Frontprobleme besprechen. Zwischen uns und den Russen liegt aber die ganze deutsche 12. Armee. Wenn Sie in Schwierigkeiten geraten, können wir Ihnen nicht helfen. Lassen Sie sich nicht verrückt machen und halten Sie mich auf dem Laufenden. Viel Glück!“

Für den „zu 25 % deutschen“ Oberleutnant war das ein Himmelfahrtskommando; denn auf dem Weg nach Osten lag nicht „die ganze 12. Armee“, sondern die Heeresgruppe Weichsel mit der 3. Panzerarmee und der 21. Armee und ihren Kommandeuren. Hinzu kamen relativ viele Verbände der Waffen-SS, die noch am 3. Mai Endphaseverbrechen begingen.

### Von Ludwigslust nach Lübz
Knowlton hatte nur veraltetes Kartenmaterial. In Hinblick auf das Risiko verlustreicher Gefechte und den Treibstoffverbrauch verzichtete er auf Geschütze. Er verfügte über drei Züge mit 90 Mann, elf M8 Greyhounds und 16 Jeeps, die sich am 2. und 3. Mai auf den Weg machten. Er entschied sich für die Benutzung von Hauptstraßen, denn so konnte er den Eindruck erwecken, dass ihm eine ganze Armee folgte. Diese Überlegung erwies sich schon vor Neustadt-Glewe als richtig; die entgegenkommenden deutschen Soldaten warfen ihre Waffen weg. Auch andere ließen sich von Knowltons Kaltschnäuzigkeit beeindrucken. Hatte der Trupp für die Durchquerung von Neustadt-Glewe noch zwei Stunden gebraucht, wurde er in Parchim von deutschen Verkehrsreglern, Soldaten und SS-Angehörigen durchgewinkt. In Rom (Mecklenburg) entwaffnete Knowltons Kommando eine Wehrmachteinheit.

### Einnahme von Lübz
Lübz war eng, verwinkelt und voll von Panzern und Geschützen. Die Straßen aus Plau, Ganzlin und Goldberg liefen an der (noch heute bestehenden) Postkurve unweit der Hubbrücke zusammen. Die deutschen Soldaten schienen kampfbereit. Zum US-Hauptquartier in Ludwigslust ließ sich keine Funkverbindung herstellen. Knowlton stieß auf mehrere Kommandeure der in Schwedt geschlagenen Wehrmachts- und SS-Truppen. Der Sprengmeister Gerhard Gerigk warf die Zündschnüre für die Brückensprengung in die Elde. Ein General und der Lübzer Stadtkommandant einigten sich darauf, die für den 3. Mai um 22:00 Uhr befohlene Sprengung der Eldebrücken nicht zu vollziehen – unabhängig davon, ob erst die Amerikaner oder die Sowjets Lübz erreichten. Ein Major kapitulierte, der Bürgermeister übergab die Stadt. Knowlton befahl die Waffenabgabe im Hof der Lübzer Brauerei und an anderen Stellen. Ein sehr gut Englisch sprechender Hauptmann einer Panzer-Marine-Brigade durchschaute Knowltons Bluff, ließ ihn aber unbehelligt in Sturms Saal schlafen. Dort hatte die NSDAP seit 1933 ihr Ortsbüro. Die SS hatte in Sturms Gaststätte im April 1945 eine Kommando- und Verkehrsleitzentrale eingerichtet.
Das OKW hatte entdeckt, dass Knowltons Truppe östlich von Ludwigslust alleine stand. Sie hatte bereits 275.000 deutsche Soldaten entwaffnet; deutscherseits ergingen nun aber Anordnungen, die Waffen wieder aufzunehmen und Knowltons Truppe bei Gegenwehr zu erschießen. Mit einem SS-Offizier vereinbarte Knowlton, dass alle nach Westen gehenden Truppen ihre Waffen abgeben, alle nach Osten gehenden Einheiten ihre Waffen behalten sollten. Zwei der drei amerikanischen Züge blieben mit den Leutnants Harry J. Clark und Earl Harrelt in Lübz und überwachten die Waffenabgabe.

### Zusammentreffen von US-Soldaten und Rotarmisten

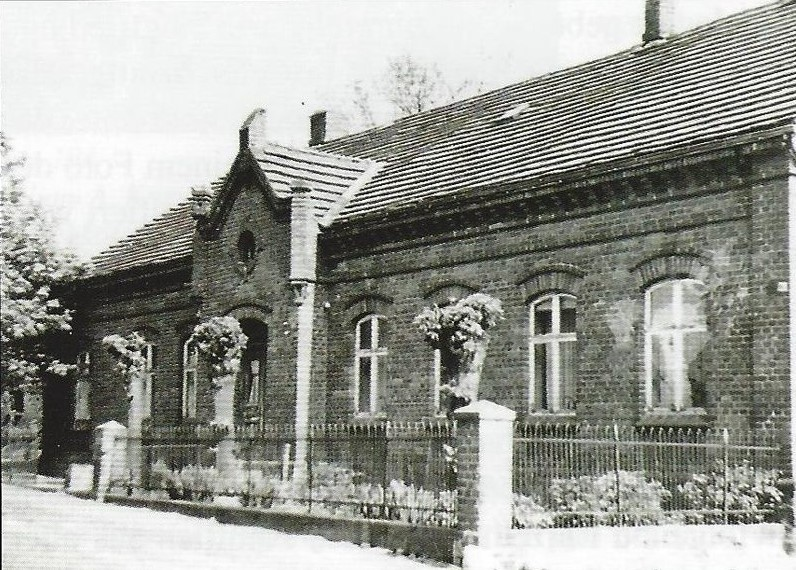
Quartier des sowjetischen Kommandeurs in Ganzlin

Vom Kommandeur der Marine-Panzerjagd-Brigade, Hauptmann Kendler, erfuhr Knowlton am 3. Mai 1945 um 08:00 Uhr, dass sowjetische Truppen dabei waren, Plau von Norden und Süden einzuschließen. Mit dem 3. Zug fuhr er auf der R 191 weiter nach Osten. Begleiter waren ein deutscher Offizier und Gerhard Gerigk. Beide kannten die Lage der vor Lübz gelegten Minenfelder. Vor Plau am See sprengten SS-Einheiten die Straßenbrücke. Knowlton kehrte um und wollte den Umweg über Reppentin nehmen. Um 09.25 Uhr traf er dort auf einen sowjetischen Aufklärer. Sie vereinbarten ein Treffen mit dem sowjetischen Regimentskommandeur. Von einem Major geführt, traf Knowltons Trupp um 10:30 Uhr den kommandierenden Oberst auf dem Gefechtsstand des 546. Schützenregiments der 191. Schützendivision. Der Gefechtsstand lag am Ortsausgang von Schlemmin in Richtung Kritzow auf dem Gehöft links vor den „Kanal“ zum Kritzower See. Knowlton und seine Männer kehrten mit einem sowjetischen Major und dem Unteroffizier Gerigk nach Lübz zurück. Fünf Tage vor der bedingungslosen Kapitulation der Wehrmacht feierten US-amerikanische Soldaten und Rotarmisten in Lübz den Sieg. Schon am nächsten Tag wurde Knowlton von James M. Gavin mit dem Silver Star ausgezeichnet und zum Captain befördert.

## Befreiung, Sieg und Niederlage in Lübz

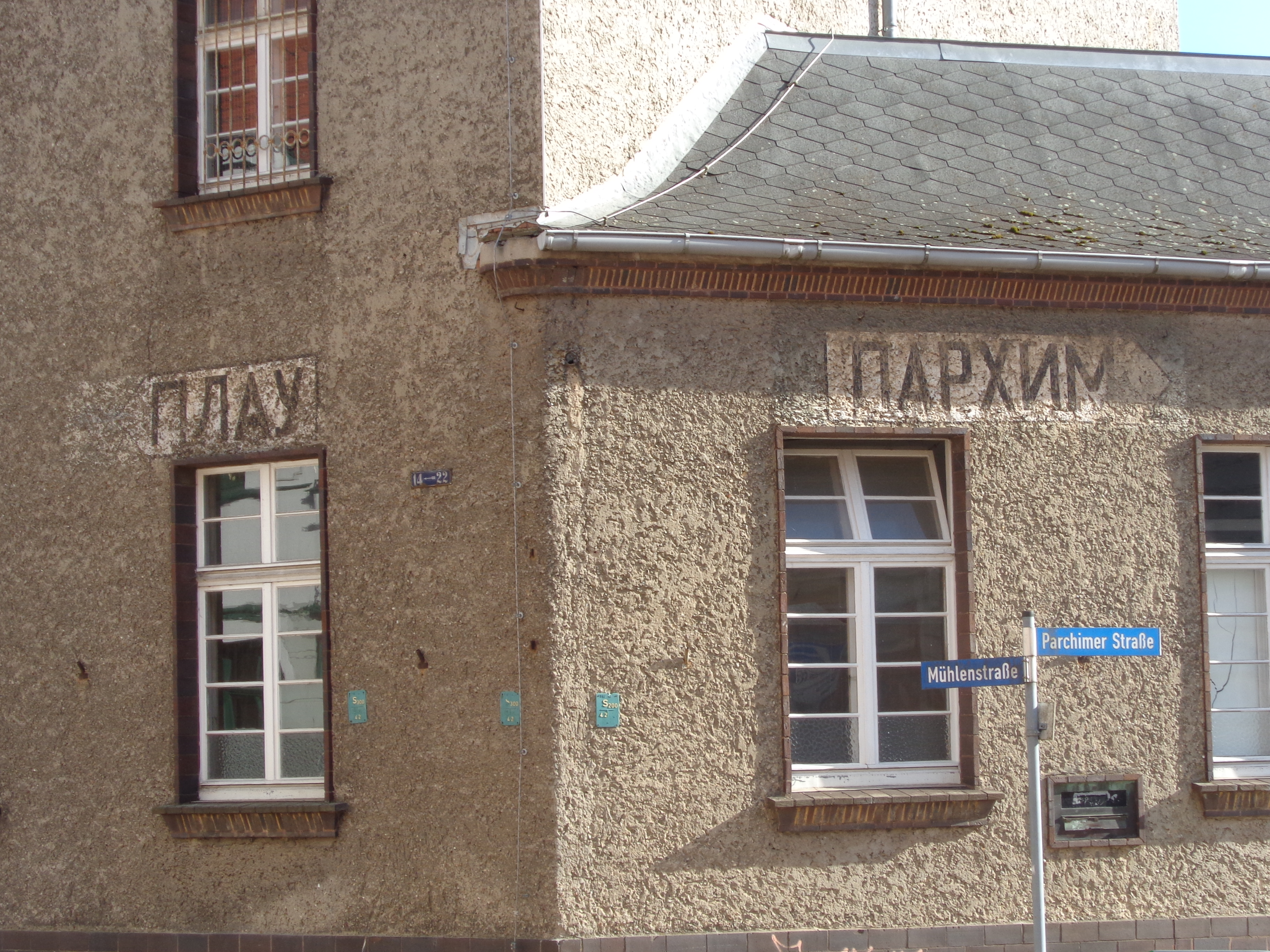
Russische Wegweiser nach Plau und Parchim an der Lübzer Post (2015)

Auf dem Todesmarsch des KZ Ravensbrück kam Esther Bejarano Ende April 1945 nach Malchow. Im dortigen KZ-Außenlager stieß sie auf sechs Mädchen (darunter eine Freundin) aus dem KZ Auschwitz. Eine der letzten Kolonnen zog von Karow nicht weiter nach Westen in Richtung Goldberg, sondern nach Süden. Auf dem Weg nach Plau wurde die Kolonne von Deutschen erst beschossen, dann überholt. Noch vor Plau lagen die Panzer brennend im Straßengraben der heutigen Bundesstraße 103. Als nicht mehr geschossen werden durfte, machten die sieben Mädchen sich davon. Hinter Broock (Lübz) fanden sie Unterschlupf auf einem Bauernhof in Riederfelde. „Rechts vom Hof sind die Russen, links die Amerikaner“, beschied ihnen der Bauer. Die Amerikaner brachten die Mädchen auf Panzern nach Lübz und ließen sie in Sturms Gaststätte bewirten. Wie in Auschwitz spielte Esther Akkordeon, aber zu russischen und amerikanischen Liedern. Als die Rote Armee in Lübz einzog, wurde bei der Siegesfeier auf dem Marktplatz ein großes Bild von Adolf Hitler verbrannt. Die Lübzer blieben in ihren Häusern. Für Esther und ihre Freundinnen „war dieses Ereignis im tiefsten Sinn der Tag der Befreiung und Wiedergeburt“.
Vor Lutheran kamen der weiterziehenden KZ-Kolonne Amerikaner entgegen. 60 Jahre nach dem Kriegsende schrieb Henryk Perkowski der Lübzer Bürgermeisterin Gudrun Stein, was er zwischen dem 27. April und dem 3. Mai 1945 erlebt hatte.

„Eigentlich war die Lage zu diesem Zeitpunkt (2. Mai 1945, zwischen 18.00 und 19.00 Uhr) paradox. Die Hälfte der Chaussee war mit deutschem Militär, Pferdefuhrwerken und Fußgängern überfüllt. Auf der Gegenseite bewegten sich amerikanische Transporter wie auf einer Parade. Aus den Luken schauten Soldaten. Es gab keine Schießerei, keine Entwaffnung. Die Transporter hatten Mühe durchzukommen. Sie fuhren weiter in Richtung Lübz, und wir blieben wieder nur bei den Deutschen.“

Nach jahrelanger Haft in Konzentrationslagern verbrachten Perkowski und die anderen Häftlinge die erste Nacht in Freiheit auf Bauernhöfen in Lutheran.
Am selben Tag besetzten die British Army und kanadische Streitkräfte Wismar, die US Army Schwerin. Parchim und Grabow wurden der Roten Armee am 3. Mai 1945 kampflos übergeben. Einen Tag später am 4. Mai unterzeichnete Hans-Georg von Friedeburg im britischen Hauptquartier bei Lüneburg, 100 Kilometer westlich von Lübz, im Auftrag des letzten Reichspräsidenten Karl Dönitz, der sich mit der letzten Reichsregierung nach Flensburg-Mürwik abgesetzt hatte, die Teilkapitulation der Wehrmacht für Nordwestdeutschland, Dänemark und die Niederlande.

## Bedeutung

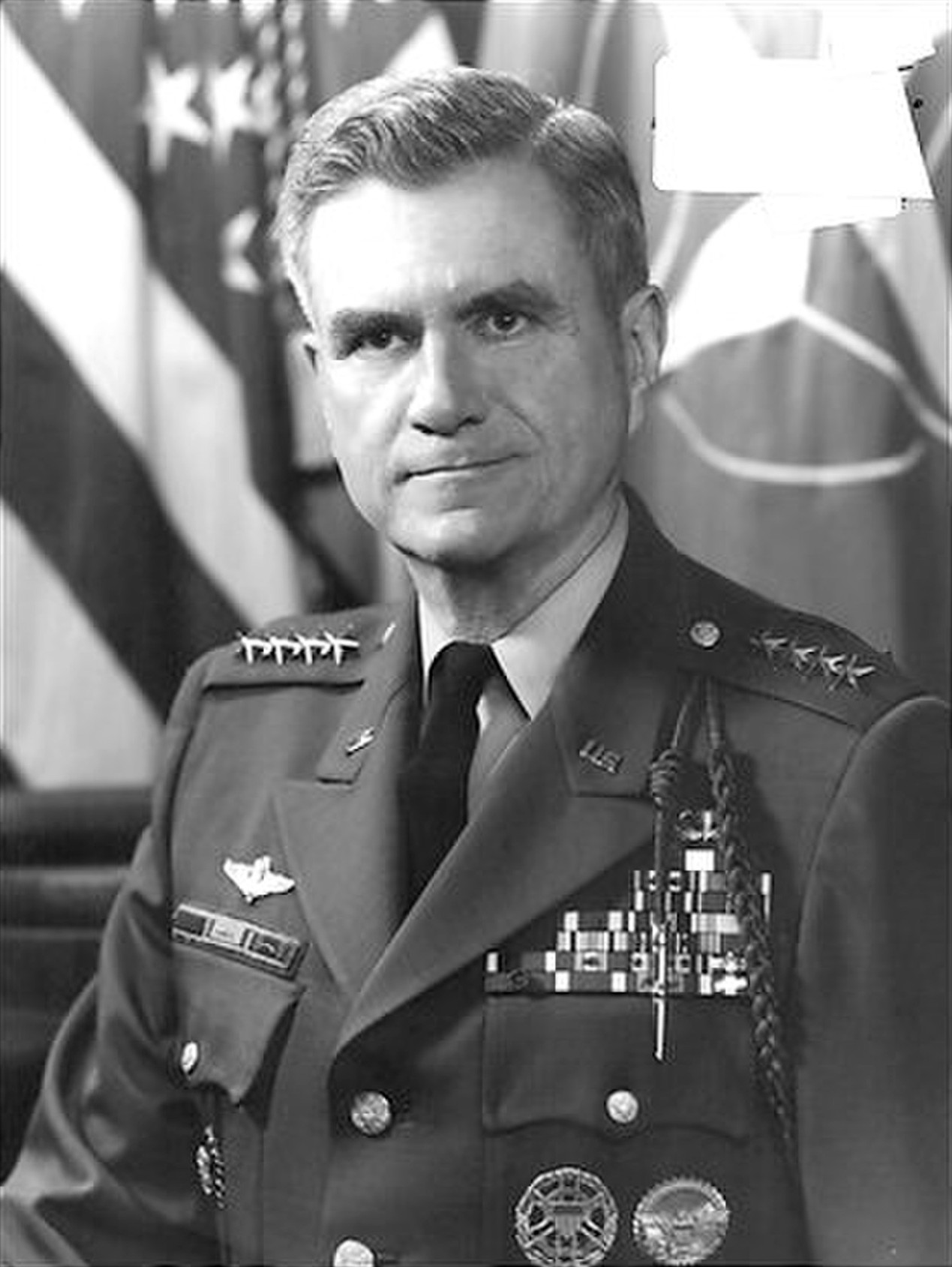
General William A. Knowlton

„Mut und Besonnenheit von Oltn. William A. Knowlton und seiner ca. 90 Mitkämpfer sowie eine zum zweiten Mal in der Geschichte von Europa und Russland geschlagene „Grande Armée“ haben zwei Dinge bewirkt: Große Wehrmachts- und SS-Verbände wählten das kleinere Übel und gingen in westliche Gefangenschaft. Der deutschen Zivilbevölkerung blieb in dem geographischen Dreieck zwischen Ludwigslust, Schwerin und Plau eine Vielzahl von sonst nicht zu vermeidenden Waffengängen erspart. Einen mahnenden Beweis für die Richtigkeit dieser Einschätzung hat die deutsche Seite mit dem durch nichts zu begründenden Gefecht am 3. Mai 1945 in Blievenstorf geliefert. In diesem Dorf sind am letzten Kriegstag in unserer Region zwischen 12.00 und 15.00 Uhr neunzehn deutsche und acht sowjetische Soldaten gefallen sowie drei Zivilistinnen getötet worden. 38 Wohn- und Wirtschaftsgebäude wurden zerstört. Zweimal waren beherzte Blievenstorfer Einwohner unter Androhung der Erschießung durch hohe SS-Offiziere am Hissen der weißen Flagge auf ihrem Kirchturm gehindert worden.“